# Filisco de Égina
Filisco de Égina (em grego:  Φιλίσκος), foi um filósofo cínico de Egina que viveu na segunda metade do século IV a.C. Era filho de Onesícrito de Astipalea que o enviou para Atenas juntamente com o irmão mais novo Andróstenes, onde ficaram tão surpresos com a filosofia de Diógenes de Sínope que mesmo Onesícrito passou a ser um discípulo.
Deve se observar que Filisco de Égina provavelmente não tinha nada a ver com o sapateiro Filisco que se dirige a Crates num fragmento de Teles.

## Vida
De acordo com Hermipo de Esmirna, Filisco foi aluno de Estilpo. Ele é também descrito como tendo alguma associação com Fócion. A Suda afirma que ele foi um professor de Alexandre, o Grande, mas nenhum outro escritor menciona isso. Eliano, preservou uma pequena exortação de Filisco endereçada a Alexandre:
Tenha cuidado com sua reputação; não se torne uma praga ou grande desastre, traga paz e saúde.

## Trabalhos
A Suda menciona que Filisco escreveu diálogos incluindo um chamado Codrus. Sátiro alegou que as tragédias atribuídas a Diógenes eram, de fato, escritas por Filisco. Entre os diálogos atribuídos a Diógenes por Sótion, um deles está é intitulado Filisco.